# Neolaelaps
Neolaelaps es un género de ácaros perteneciente a la familia  Laelapidae.

## Especies
- Neolaelaps magnistigmatus (Vitzthum, 1918)
- Neolaelaps palpispinosus Strandtmann & Garrett, 1967
- Neolaelaps spinosus (Berlese, 1910)
- Neolaelaps vitzthumi Domrow, 1961